# Chetogena raoi
Chetogena raoi là một loài ruồi trong họ Tachinidae.